# 善明寺 (岐阜県揖斐川町)
善明寺（ぜんみょうじ）は岐阜県揖斐郡揖斐川町房島字南屋敷にある阿弥陀如来を本尊とする真宗大谷派の寺院。山号は光耀山。房島御坊とも呼ばれた名刹である。房島字東屋敷にも本願寺派の善明寺があるため、区別するために上善明寺と呼ばれる。
弘仁3年（812年）に伝教大師最澄が天台宗寺院の天上寺として北方村に創建する。文明12年（1480年）に住職の空道和尚が蓮如上人に帰依して浄土真宗に改めた。永正14年（1517年）に千人斬りで知られる稲葉白雲によって寺が焼かれるが、大永4年（1524年）に房島村大町で再興を果たし善明寺と寺号を改めた。天正年間、時の揖斐城主の姉が善明寺に嫁ぎ男子を得た際に歌われた歌が、おばばとして知られる民謡の始まりであるとの説がある。慶長9年（1604年）、更に現在地に移転。山門が嘉永元年（1848年）に建てられ、明治3年（1858年）房島御坊の称号を得た。大正3年（1914年）に笠松町にあった旗本津田氏の代官屋敷が庫裏として移築される。昭和52年（1977年）に火災に遭い本堂を失う。現在のものは昭和59年（1984年）に再建されたものである。
寺宝として揖斐川町の文化財に指定されている山門、御殿、梵鐘、七高僧画像、聖徳太子画像、親鸞聖人縁起図、善明寺之古文、今昔物語、光耀山古記及び光耀山由来記を所蔵する。